# Melky Cabrera

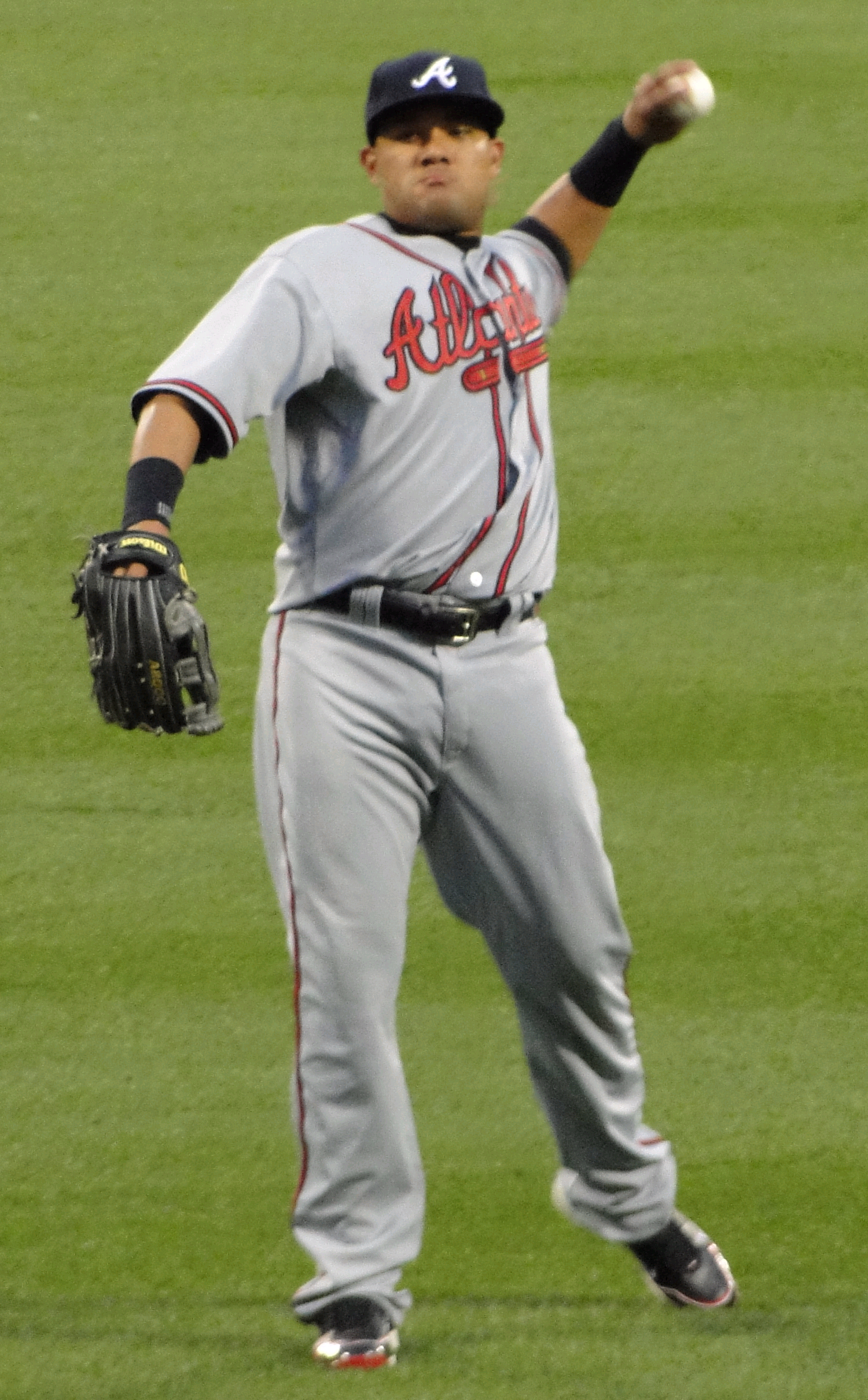

Melky Cabrera é um jogador profissional de beisebol dominicano.

## Carreira
New York Yankees
Melky Cabrera começou sua carreira no New York Yankees, e lá foi campeão da World Series 2009 jogando pelo New York Yankees.
San Francisco Giants
Em 2012, foi contratado pelo San Francisco Giants. Depois de uma primeira parte de temporada surpreendente e excepcional, participou pela primeira vez em sua carreira do All-Star Game. Através de uma votação popular, foi eleito um dos titulares para o jogo, do qual foi eleito o MVP.